# 喬納森·米蘭
喬納森·米蘭（義大利語：Jonathan Milan，2000年10月1日—），義大利單車運動員，他代表義大利隊參加了日本舉行的2020年夏季奧林匹克運動會，並且在男子團體追逐賽上獲得金牌。